# Baltimoreklipper

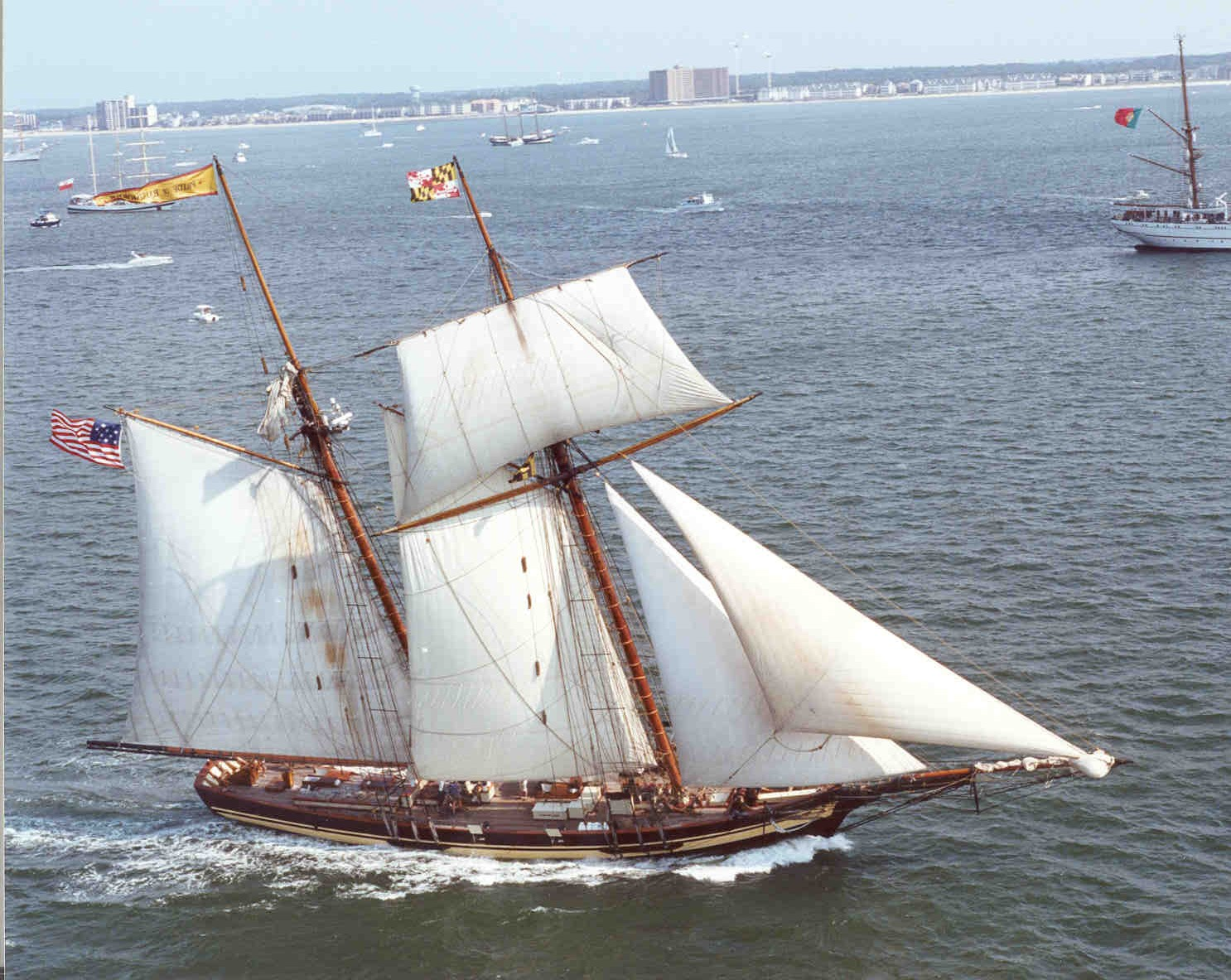
Pride of Baltimore II auf der OpSail 2000

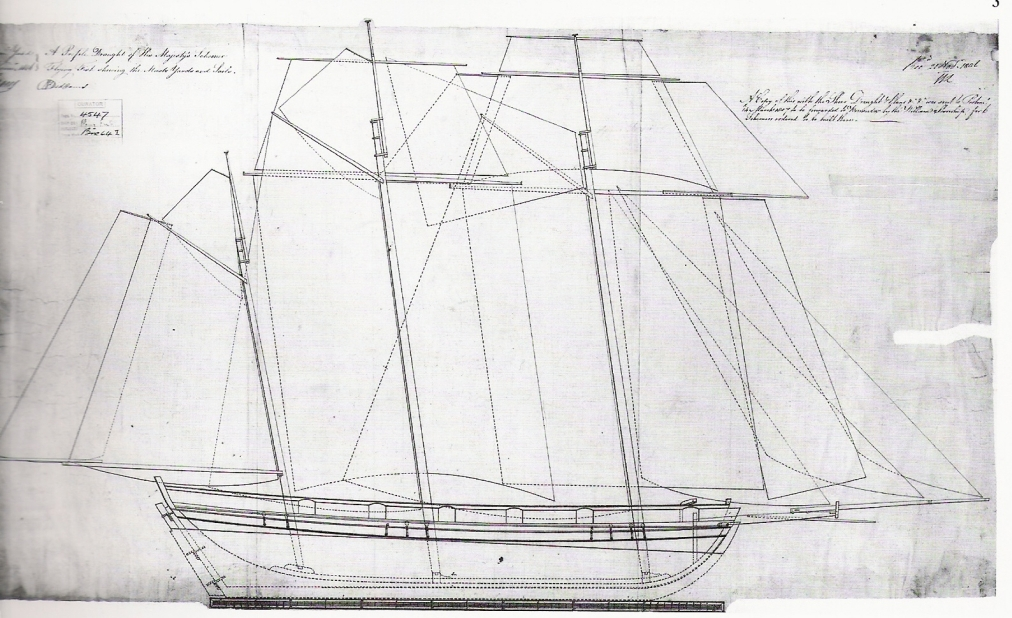
Zeichnung des Baltimoreklippers Flying Fish

Baltimoreklipper, auch Baltimoreschoner und Baltimoreklipperschoner, ist die Bezeichnung einen Schiffstypus, der sich ursprünglich an der Ostküste Nordamerikas entwickelt hat. Es waren wendige, zumeist zweimastige Segelschiffe mit flach gehaltenem Bugspriet/Klüverbaum, meist konvexem Bug, hohen, nach achtern geneigten Masten, niedrigem Schanzkleid, einer relativ großen Segelfläche und scharfen Schiffslinien. Sie waren als Bermudaschoner, Gaffelschoner, als Rahschoner (Rahtopp mit mindestens einem Rahsegel), als Brigantine, Brigg und selten auch als Fregatte getakelt.

## Geschichte
Die Ursprünge des Baltimoreklippers lagen im England des 16. Jahrhunderts. Der Vorläufer dieses Schiffstyps kam mit den Briten in die amerikanischen Kolonien. Der erste echte Klipper dieser Art wurde an der Chesapeake-Bucht am Ende des 18. Jahrhunderts gebaut, zuerst in Virginia als typische Lotsenboote, dann in Baltimore, Maryland, und in anderen Häfen der amerikanischen Ostküste. Die Toppsegelschonervarianten bekamen bald einen Ruf als exzellente schnelle Schiffe bis nach Europa, wo sie auch nachgebaut wurden (Frankreich).
Aufgrund ihrer hervorragenden Segeleigenschaften fanden die Baltimoreklipper bald Anwendung als hochseetüchtige Kriegsschiffe und Blockadebrecher (Napoleonische Kriege, Britisch-Amerikanischer Krieg von 1812), leichte Fracht- und Postschiffe (bes. nach 1818), aber auch als Sklaven-, Schmuggler- (Opium-, Sklavenklipper), Piraten- und Kaperschiffe besonders in der Karibik. Die Baltimoreklipper waren nicht auf möglichst großes Frachtvolumen, sondern auf Geschwindigkeit konzipiert. Ihre große Zeit lag zwischen 1795 und 1825.
Ein Nachbau eines Baltimoreklippers war die Pride of Baltimore, die 1975 bis 1977 mit großem Wert auf Authentizität in Baltimore gebaut wurde. Nach ihrem Untergang 1986 wurde 1988 die Pride of Baltimore II gebaut, die historisch unkorrekt ist, jedoch immer noch einen guten Eindruck eines Baltimoreklippers vermittelt.

## Namensherkunft
Der Name „Klipper“ als Synonym für ein schnelles Schiff übertrug sich dann auf die aus der Entwicklung des Baltimoreklippers hervorgegangenen frachttragenden Klipper (Vollschiffe) der Jahre 1840 bis 1860. Der Schiffstyp des Baltimoreklippers existierte weiterhin als Fischerboot, Lotsenboot und Jacht.